# Bicyclus houyi
Bicyclus houyi är en fjärilsart som beskrevs av M.Gaede 1915. Bicyclus houyi ingår i släktet Bicyclus och familjen praktfjärilar. Inga underarter finns listade i Catalogue of Life.